# أهوكرو
أهوكرو وهي منتزه أثري يقع في تيسالا في ساحل العاج.
تحوي منازل المنتزه على العديد من مغاليث الصخور البركانية أو التكوينات الصخرية الكبيرة والذي جسد فيها السكان المحليين الشخصية الإنسانية، كما توجد في المنتزه بعض من الأدوات الحجرية والتي تعود إلى العصر الحجري الحديث .
أضيف هذا المنتزه إلى قائمة التراث العالمي وفق تصنيف مزيج ثقافي، طبيعي في 29 نوفمبر 2006.

## معرض

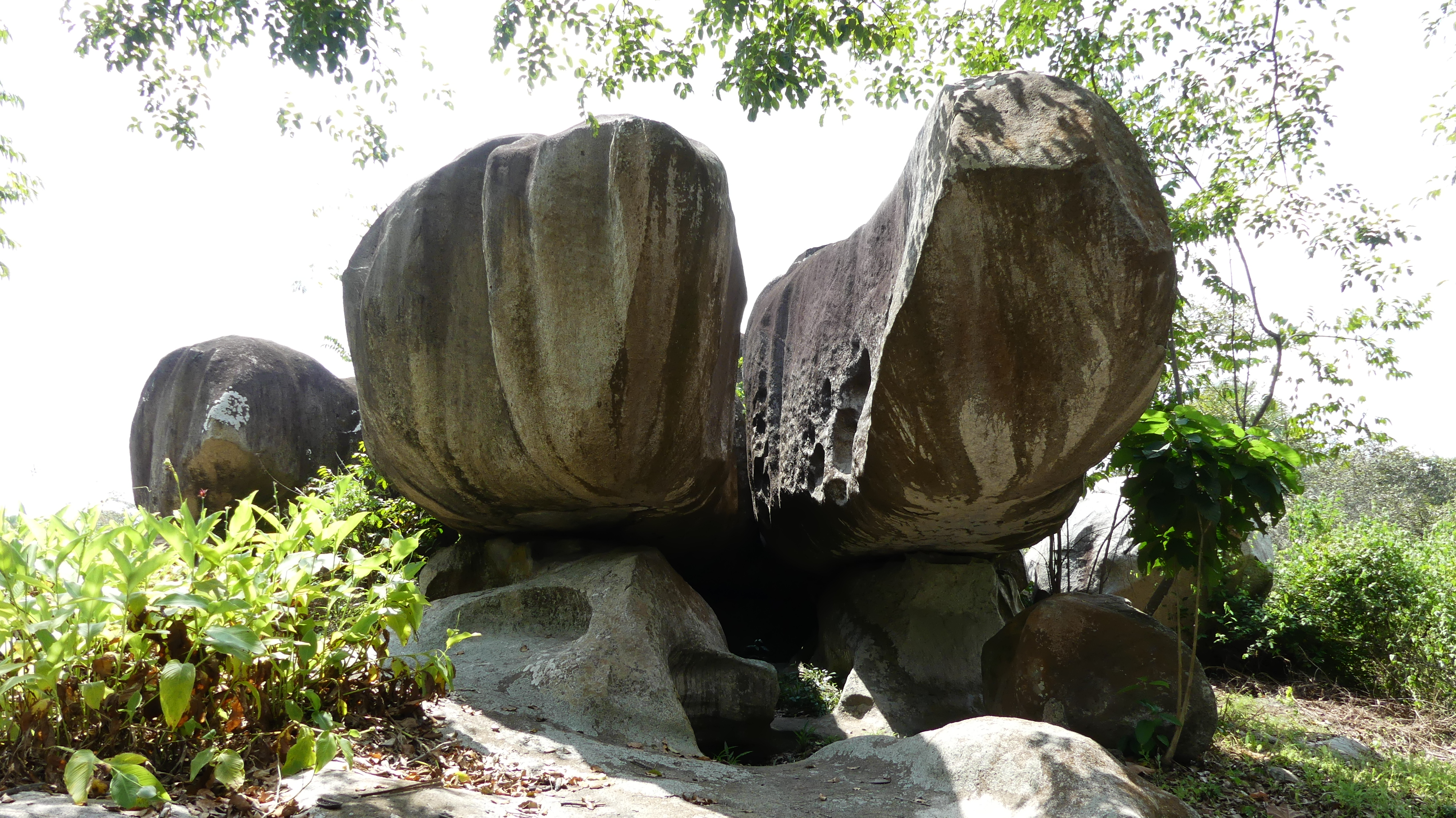
صخور أهوكرو